# Mycobates perates
Mycobates perates är en kvalsterart som beskrevs av Valerie M. Behan-Pelletier 1994. Mycobates perates ingår i släktet Mycobates och familjen Punctoribatidae. Inga underarter finns listade i Catalogue of Life.